# Coppa dell'Imperatore 1989
La Coppa dell'Imperatore 1989 (第69回天皇杯全日本サッカー選手権大会?, Dai 69-kai Tennōhai Zen Nippon Sakkaa Senshuken Taika) è stata la sessantanovesima edizione della coppa nazionale giapponese di calcio.

## Formula
Viene adottato il formato introdotto nella stagione 1972.
Partecipano i dodici club iscritti alla prima divisione della Japan Soccer League, più altre diciotto squadre scelte secondo criteri geografici.

## Squadre partecipanti
Japan Soccer League
- Nissan Motors
- Furukawa Electric
- Honda Motor
- NKK
- Fujita
- Toshiba
- Yamaha Motors
- Hitachi
- Yomiuri
- Yanmar Diesel
- Matsushita Electric
- ANA

Squadre regionali
- Mitsubishi HI (Kantō)
- Tōkai Daigaku (Kantō)
- Tsukuba Daigaku (Kantō)
- Sapporo Mazda (Hokkaidō)
- Kasei Kurosaki (Kyūshū)
- Osaka Gas (Kansai)
- Tanabe Pharma (Kansai)
- Nippon Steel (Kyūshū)
- Juntendo Daigaku (Kantō)
- Kyoto Shiko (Kansai)
- NTT Kansai (Kansai)
- Mazda (Chūgoku)
- TDK (Tohoku)
- Otsuka Pharma (Shikoku)
- Yomiuri Junior (Kantō)
- PJM Futures (Tokai)
- YKK AP (Koshinetsu)
- Fujieda City Hall (Tokai)

## Date
| Turno            | Data                |                 |
| ---------------- | ------------------- | --------------- |
| Primo turno      | 9 dicembre 1989     |                 |
| Secondo turno    | 10 dicembre 1989    |                 |
| Quarti di finale | 24 dicembre 1989    |                 |
| Semifinali       | 29-30 dicembre 1989 |                 |
| Finale           | 1º gennaio 1990     | 1º gennaio 1990 |

## Risultati

### Primo turno
| Squadra 1        | Risultato                     | Squadra 2           |
| ---------------- | ----------------------------- | ------------------- |
| Nissan Motors    | 4 - 1                         | Tōkai Daigaku       |
| Mitsubishi HI    | 0 - 0 (d.t.s.) 0 - 2 (d.c.r.) | Cosmo Oil           |
| Honda Motor      | 4 - 3 (d.t.s.)                | Tsukuba Daigaku     |
| Yanmar Diesel    | 4 - 1                         | Sapporo Mazda       |
| Yomiuri          | 4 - 0                         | Osaka Gas           |
| Hitachi          | 5 - 2                         | Kasei Kurosaki      |
| Nippon Steel     | 1 - 0                         | Kyoto Shiko         |
| Fujita           | 2 - 1                         | Otsuka Pharma       |
| Yamaha Motors    | 5 - 1                         | Yomiuri Junior      |
| PJM Futures      | 3 - 0                         | TDK                 |
| Toshiba          | 1 - 0                         | NTT Kansai          |
| Juntendo Daigaku | 1 - 0                         | Furukawa Electric   |
| Mazda            | 1 - 0                         | Matsushita Electric |
| NKK              | 2 - 1                         | Tanabe Pharma       |
| Meiji Daigaku    | 4 - 2                         | YKK AP              |
| ANA              | 2 - 0                         | Fujieda City Hall   |

### Secondo turno
| Squadra 1     | Risultato      | Squadra 2        |
| ------------- | -------------- | ---------------- |
| Nissan Motors | 4 - 0          | Cosmo Oil        |
| Yanmar Diesel | 3 - 1 (d.t.s.) | Honda Motor      |
| Yomiuri       | 1 - 0          | Hitachi          |
| Fujita        | 3 - 1          | Nippon Steel     |
| Yamaha Motors | 1 - 0          | PJM Futures      |
| Toshiba       | 3 - 0          | Juntendo Daigaku |
| Mazda         | 1 - 0          | NKK              |
| ANA           | 3 - 0          | Meiji Daigaku    |

### Quarti di finale
| Squadra 1     | Risultato      | Squadra 2     |
| ------------- | -------------- | ------------- |
| Nissan Motors | 1 - 0          | Yanmar Diesel |
| Yomiuri       | 1 - 0 (d.t.s.) | Fujita        |
| Yamaha Motors | 2 - 1 (d.t.s.) | Toshiba       |
| ANA           | 2 - 1          | Mazda         |

### Semifinali
| Squadra 1     | Risultato                     | Squadra 2     |
| ------------- | ----------------------------- | ------------- |
| Nissan Motors | 1 - 0                         | Yomiuri       |
| ANA           | 1 - 1 (d.t.s.) 2 - 4 (d.c.r.) | Yamaha Motors |

### Finale
| Tokyo 1º gennaio 1990                                       | Nissan Motors | 3 – 2 | Yamaha Motors | National Stadium |
| \| \| \| \| \| Lopes Renato Kimura \| Marcatori \| André \| |               |       |               |                  |
|                                                             |               |       |               |                  |
| Lopes Renato Kimura                                         | Marcatori     | André |               |                  |

| Nissan Motors | Yamaha Motors |

#### Formazioni
| Nissan Motors       |    |                      |  |          |
|                     |    |                      |  |          |
| P                   | 1  | Shigetatsu Matsunaga |  |          |
| D                   | 25 | Kunio Nagayama       |  |          |
| D                   | 2  | Toru Sano            |  |          |
| D                   | 15 | Makoto Sugiyama      |  |          |
| D                   | 3  | Shinji Tanaka        |  |          |
| C                   | 4  | Tetsuji Hashiratani  |  |          |
| C                   | 6  | Masaaki Sakaida      |  | Uscita   |
| C                   | 10 | Kazushi Kimura       |  |          |
| A                   | 7  | Nobutoshi Kaneda     |  |          |
| A                   | 8  | Takashi Mizunuma     |  | Uscita   |
| A                   | 26 | Renato               |  |          |
| A disposizione:     |    |                      |  |          |
| A                   | 13 | Kenta Hasegawa       |  | Ingresso |
| A                   | 9  | Wagner Lopes         |  | Ingresso |
| Allenatore:         |    |                      |  |          |
| José Oscar Bernardi |    |                      |  |          |

| Yamaha Motors   |    |                      |  |          |
|                 |    |                      |  |          |
| P               | 1  | Shinichi Morishita   |  |          |
| D               | 20 | Masanori Higashikawa |  |          |
| D               | 19 | Alberto              |  |          |
| D               | 7  | Masaaki Yanagishita  |  |          |
| D               | 2  | Tomoyuki Ishii       |  | Uscita   |
| C               | 3  | Michihisa Date       |  |          |
| C               | 14 | Katsumi Ōenoki       |  |          |
| C               | -  | Kishimoto            |  |          |
| A               | 17 | Atsushi Uchiyama     |  | Uscita   |
| A               | 15 | Mitsunori Yoshida    |  |          |
| A               | 10 | André                |  |          |
| A disposizione: |    |                      |  |          |
| D               | 4  | Yoshinori Ishigami   |  | Ingresso |
| C               | -  | Takao Ōishi          |  | Ingresso |
| Allenatore:     |    |                      |  |          |
| Kikuo Konagaya  |    |                      |  |          |